# Lygodactylus verticillatus
Lygodactylus verticillatus là một loài thằn lằn trong họ Gekkonidae. Loài này được Mocquard mô tả khoa học đầu tiên năm 1895.